# Bulgarische Eishockeyliga 1979/80
Die Saison 1979/80 war die 28. Spielzeit der bulgarischen Eishockeyliga, der höchsten bulgarischen Eishockeyspielklasse. Meister wurde zum insgesamt fünften Mal in der Vereinsgeschichte Lewski-Spartak Sofia.

## Modus
In der Hauptrunde absolvierte jede der fünf Mannschaften insgesamt 20 Spiele. Der Erstplatzierte der Hauptrunde wurde Meister. Für einen Sieg erhielt jede Mannschaft zwei Punkte, bei einem Unentschieden gab es einen Punkt und bei einer Niederlage null Punkte.

## Hauptrunde
|    | Klub                 | Sp | S  | U | N  | Tore   | Punkte |
| -- | -------------------- | -- | -- | - | -- | ------ | ------ |
| 1. | Lewski-Spartak Sofia | 20 | 17 | 0 | 3  | 122:53 | 34     |
| 2. | HK Slawia Sofia      | 20 | 14 | 2 | 4  | 122:61 | 30     |
| 3. | Akademik Sofia       | 20 | 6  | 3 | 11 | 62:92  | 15     |
| 4. | Metallurg Pernik     | 20 | 6  | 1 | 13 | 73:125 | 13     |
| 5. | HK ZSKA Sofia        | 20 | 4  | 0 | 16 | 72:120 | 8      |

Sp = Spiele, S = Siege, U = unentschieden, N = Niederlagen, OTS = Overtime-Siege, OTN = Overtime-Niederlage, SOS = Penalty-Siege, SON = Penalty-Niederlage